# 黎明華
黎明華（1923年8月22日—1997年2月3日），廣東梅縣沙湖村人，早期中國共產黨員，幼年受戰亂影響，思想左傾，國光中學畢業後擔任國小教員，1943年加入東區服務隊時結識鍾浩東及蕭道應夫婦，同年底加入東江縱隊並及中國共產黨，日本戰敗後隨舊日夥伴赴台工作，於義民中學工作期間與張志忠、洪幼樵發展組織，1948年底，蔡孝乾遭捕，陳福星於1949年重整中國共產黨台灣省工作委員會成為省工委首腦，退入苗栗三義山區持久對抗，黎明華負責聯繫流亡黨人，1951年7月17遭逮捕，1952年組織遭政府瓦解核准自新，進入調查局工作，1997年2月3日病逝。

## 經歷

### 動盪年代
黎明華，1923年8月22生，廣東省梅縣沙湖村人(今恩平市沙湖鎮)，幼年生長在朱德紅軍閩粵基地附近，經常看見國府剿共殘殺共產黨員，幼小心靈受到震撼，1929年，黎明華進入石居樓學堂就讀，次年，沙湖肇基學校落成，入肇基學校二年級，1931年後，日軍侵華發生九一八事變及一二八事變，停止內戰呼聲日隆。1940年黎明華考入松口中學，又以同等學歷考入國光中學高中部，就讀高中期間，與幾位不滿社會現狀的同學經常聚在一起討論國家大事，後成立研究馬克思主義的讀書會，思想左傾。

### 加入共產黨
1943年，黎明華擔任周公塘小學教職，為了找機會加入共產黨東江游擊隊，先加入了邱念台所領導的東區服務隊，主要在粵東羅浮山地區從事教育、衛生、宣傳抗日等活動，東區服務隊派鍾浩東、蔣碧玉、蕭道應興辦羅浮中學
，黎明華邱念台則擔任長寧國小及白鶴補校教職，1943年12月，黎明華結識了東江縱隊幹部徐兆鵬，率領多位東區服務隊同志投奔東江縱隊，引見政委李筱峰及大隊長阮海天，並加入共產黨。

### 發展組織
1945年，日本戰敗後，國軍開始搜捕東江縱隊，11月，黎明華返回老家，以同等學歷考入南華學院歷史系，1946年國共和談破裂，大戰一觸即發，黎明華設法與東區服務隊的隊員徐森源聯繫，得知他們回台灣在鍾浩東接掌的基隆中學服務，輾轉來到台灣，透過同鄉介紹在台北商校夜間部擔任工友，1947年，二二八事件爆發，黎明華與同鄉經過新公園時，由於不會說日語與台語，他們遭到圍堵與毆打，後躲在蕭道應與蔣碧玉娘家避難逃過一劫，1947年5月，黎明華透過蕭道應夫人介紹進入新竹義民中學擔任教職，蕭道應夫婦與義民中學代理校長姚錦是在廣東時認識，由於黎明華也是客家人，很快的融入學校。
1947年11月，鍾浩東派陳福星與黎明華接觸，後洪幼樵、張志忠陸續拜訪，黎明華恢復組織身分，三人合作運作下很快將義民中學染紅，成為台灣省工作委員會桃園地區工作委員會中壢支部，吸收張旺、姚錦、宋增勳、范新戊、周耀旋加入共產黨，並發展了中壢鍾蔚璋與楊梅徐新傑支部。1949年張志忠通知解放台灣時間推遲，組織發展方向改為配合解放，可能要發展游擊戰，由於黎明華曾參與過游擊隊，組織安排他開始進行游擊戰準備，透過家庭訪問、鄉土調查，與鍾浩東、鍾國員等人登獅頭山，日後成為其活動據點。

### 潛逃
1949年8月，林啓周校長失蹤，徐新傑等人被轉進鍾浩東故鄉屏東長治躲藏，1949年8月26，黎明華到基隆找蔣碧玉討論徐新傑的去處，當晚，幾位幹員將蔣碧玉逮捕，次日黎明華返回新竹準備撤退，黎明華與陳福星、曾永賢進入三灣住在成員孫阿泉家中，1950年2月，黎明華收到張志忠隨身攜帶的公事包，立即決定撤退，轉移至銅鑼投靠羅坤春等人，並在山地躲藏，1950年4月，老洪陳福星帶來華東局四月指示，隱蔽精幹、積蓄力量為方針，黎明華負責聯繫流亡黨人。隨著韓戰爆發後，美國第七艦隊駛入台灣海峽，他們意識到要進行長期作戰。

### 自新
1951年，由於幹部劉興炎遭逮捕策反，黎明華於1951年7月17日遭逮捕。11月25日自新，1952年1月7日，率領幹部退出共產黨，1952年4月老洪在魚藤坪被捕，自此，省工委覆滅。自新後，黎明華進入調查局工作，1971年中華民國脫離聯合國，黎明華該年辦理提前退休，曾永賢回憶錄中表示，有人惡質放話說黎明華立場動搖準備逃跑，事實上黎明華是因為女兒非常優秀主修鋼琴，黎明華打算送女兒到維也納留學，所以為了要籌足這筆錢，辦理提前退休，洪幼樵是黎明華的廣東同鄉，同樣研究中共經濟，經常保持聯繫，在洪幼樵的推薦下，黎明華就到保密局匪情研究室當兼任研究員至退休，1997年2月3日病逝。

## 相關案件

### 張旺與新農會案
1948年黎明華吸收張旺加入中壢支部，後與范新戊、周耀施並成立省工委楊梅支部，1949年張旺任職桃園縣政府地政科科員，推動三七五減租趁機向無知農民推廣共產主義，溫萬勝係一國術館接骨師，地方上素有人望，黎明華指示張旺、林希鵬等吸收溫萬勝加入推動新農會，由溫萬勝等持新農會章程勸說梁標，成立新農會小組後由溫萬勝主持，並吸收成員加入，此案件造成向紅為、李新泉、唐春爐、黃二郎四名國民黨員知匪不報慘遭槍決，張旺、邱桶、梁維潘、梁標、陳金成、陳阿呆、溫勝萬、廖奕富亦遭判死刑，共12人遭槍決。

### 義民中學姚錦案
黎明華進入義民中學後，向代理校長姚錦引薦張志忠、洪幼樵等人，黎明華在義民中學的廣東同鄉黃賢忠也被吸收加入省工委，黃賢忠介紹邱興生加入，姚錦吸收師院生范榮枝、劉鄹昱，以及徐代德與徐代錫，徐代錫在中壢鎮公所，將中壢地區的農工等社會統計資料提供給姚錦，另一名教師丁潔塵則受校長姚錦說服與丈夫樊志育提供自傳加入，1951年7月24遭調查局破獲，本案相關共有樊志育、丁潔塵、范榮枝、徐代德、邱興生、姚錦、徐代錫、黃賢忠、劉鄹昱、麥錦裳、楊環、邱慶麟等12人，其中邱興生、姚錦、徐代錫、黃賢忠四人遭判死刑，樊志育、丁潔塵、范榮枝、徐代德等判10年徒刑，劉鄹昱、麥錦裳(姚錦妻)、楊環(黃賢忠妻)各5年徒刑，邱慶麟無罪但遭到羈押26日。

### 南庄支部案
服務於南庄鄉公所的張義珍受胡錦華吸收，而同村的蓬萊國民學校教員張燕梅受黎明華吸收，成立讀書會，張燕梅並陸續吸收多人加入，後胡錦華、徐桂芳、鍾尉璋、黎明華等人自新後，張義珍與張燕梅雖自首，卻因自首不誠遭判死刑，同案遭判死刑者計有日進春、王興煜、張義珍、張燕梅、葉佳裕、姜堯鑫、游清林7人，其餘人皆判徒刑或感化賴美麗、徐秀蘭、楊秀聰、鄭富春、羅德勝。

### 銅鑼支部黃逢開案
黃逢開與徐慶蘭受彭南華、羅坤春影響而加入省工委，並在銅鑼地區吸收農民參加羅坤春、黎明華的讀書會，其中劉清玉於1950年1月2日向苗栗縣調查站投案，坦承加入省工委等情事，並被調查局紀錄預備收為線民，後羅坤春、黎明華等自新，本案共有黃逢開、徐慶蘭、李兆育、羅集基、張錦秀、張阿才、劉清玉、劉錦榮、許木生、溫龍水、劉清泓、黃逢銀、劉榮香、劉榮錦、劉清兆共15人，其中黃逢開、徐慶蘭遭判死刑槍決，李兆育、羅集基、張錦秀、劉清泓、黃逢銀、劉榮香、劉榮錦、劉清兆等8人遭判決10-12年不等徒刑，全案破獲後比對羅坤春、黎明華、彭南華的證詞後，劉清玉獲免罪自新。